# Флокулентна спіральна галактика

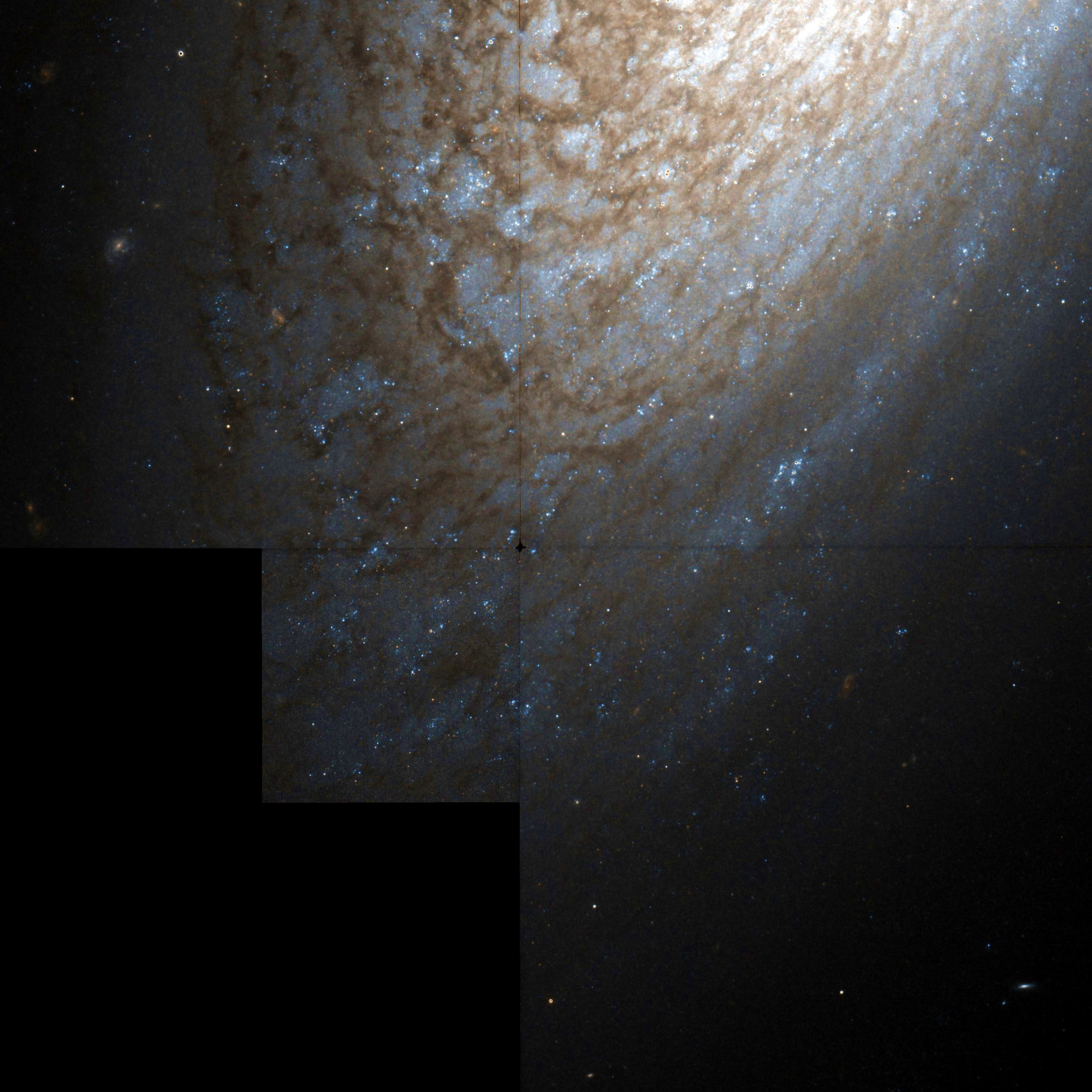
NGC 2841, прототип класу флоккулентних спіральних галактик.

Флокулентна спіральна галактика (англ. flocculent spiral galaxy ) - тип спіральних галактик . На відміну від галактик з упорядкованою спіральною структурою (англ. grand design), спіральний візерунок флоккулентних галактик складається з окремих шматочків: спіральні рукави не є неперервними структурами. Приблизно 30% спіральних галактик є флоккулентними, 10% мають упорядкований спіральний візерунок з двома спіральними рукавами, решта мають кілька спіральних рукавів. Галактики з багатьма рукавами іноді відносять до категорії флокулентних галактик.
Прототипом даного типу галактик є NGC 2841.